# Mikhail Stepanovich Shumilov
Mikhail Stepanovich Shumilov (tiếng Nga: Шумилов, Михаил Степанович; 17 tháng 11 năm 1895 - 28 tháng 6 năm 1975) là một tướng lĩnh Hồng quân Liên Xô trong Chiến tranh Vệ quốc vĩ đại. Ông từng là chỉ huy của Tập đoàn quân 64 trong trận Stalingrad, tham gia phòng thủ bảo vệ thành phố hơn sáu tháng, vùng ngoại ô phía nam của thành phố và đầu cầu Beketovka trên sông Volga.

## Thiếu thời
Mikhail Shumilov sinh ngày 17 tháng 11 (lịch cũ: 5 tháng 11) năm 1895, trong một gia đình nông dân tại làng Verkhnyaya Techa, Verkhnetechenskaya volost, Shadrinsky, tỉnh Perm, (nay thuộc Kataysky, khu Kurgan). Thuở nhỏ, ông theo học trường làng và tốt nghiệp loại xuất sắc, do đó nhận được học bổng vào trường dòng và tốt nghiệp trường dòng ở Chelyabinsk năm 1916.

## Tham gia Thế chiến thứ nhất và Nội chiến Nga
Năm 1916, ông được trưng ngũ vào Lục quân Đế quốc Nga. Do có trình độ học vấn, ông được cử đi học tại các trường quân sự Chuguev, sau đó vào năm 1917 ông là một Chuẩn úy (прапорщик) trong trung đoàn dự bị 109 tại Chelyabinsk. Tháng 3 năm 1917, ông được điều động đến Phương diện quân Tây, nơi ông tham chiến trong Thế chiến thứ nhất như một phần của Trung đoàn bộ binh Kremenchug số 32.
Cách mạng Tháng Mười nổ ra, Quân đội Đế quốc Nga tan rã, ông xuất ngũ và trở về Thượng Techa. Cuối năm 1917, ông gia nhập đội Cận vệ Đỏ và tham gia thành lập chính quyền Xô viết tại địa phương. Tháng 4 năm 1918, ông tình nguyện gia nhập Hồng quân Công Nông, được kết nạp vào RCP (b). Từ năm 1918 đến 1920, ông lần lượt trải qua các chức vụ chỉ huy Hồng quân trong các các cuộc chiến chống quân Bạch vệ, từ cấp đại đội đến cấp trung đoàn.

## Thời kỳ giữa các cuộc chiến
Sau khi Nội chiến Nga kết thúc, Shumilov tiếp tục phục vụ trong quân đội với tư cách là tiểu đoàn trưởng. Ông được cử theo học các khóa bồi dưỡng Kharkov dành cho cán bộ chỉ huy và chính trị cao cấp. Tháng 7 năm 1924, ông là chỉ huy một tiểu đoàn thuộc Trung đoàn súng trường 20, Sư đoàn súng trường số 7. Tháng 11 năm 1924, ông được bổ nhiệm làm tham mưu trưởng trung đoàn này. Từ tháng 1 năm 1927 - trợ lý chỉ huy Trung đoàn bộ binh 21 cùng sư đoàn. Sau khi hoàn thành các khóa học nâng cao "Vystrel" vào tháng 1 năm 1929, ông được bổ nhiệm làm trung đoàn trưởng và chính ủy trung đoàn súng trường 21, vào năm 1933  - giữ chức vụ tham mưu trưởng sư đoàn súng trường 96. Tháng 11 năm 1935, ông được phong quân hàm Đại tá.
Tháng 1 năm 1937, ông trở thành trợ lý chỉ huy Sư đoàn 87 Bộ binh. Tháng 6 năm 1937, ông được phong cấp bậc Lữ đoàn trưởng (комбриг), và được bổ nhiệm làm tư lệnh Sư đoàn súng trường số 7 của Quân khu Kiev. Từ tháng 2 năm 1938 đến tháng 3 năm 1939, Shumilov sang Tây Ban Nha làm cố vấn cho phe Cộng hòa trong cuộc Nội chiến Tây Ban Nha.
Tháng 4 năm 1938, ông được bổ nhiệm làm Tư lệnh Quân đoàn súng trường 11, đóng tại Quân khu Belarus. Tháng 9 năm 1939, đơn vị ông tham gia các chiến dịch Hồng quân tiến vào Tây Belarus, và sau đó là chiến tranh Xô-Phần. Vào tháng 7 năm 1940, Quân đoàn súng trường 11 được hợp nhất thành Quân khu đặc biệt Pribaltic.

## Chiến tranh Vệ quốc vĩ đại
Khi chiến tranh bùng nổ, quân đoàn của Shumilov đã tham gia vào chiến dịch phòng thủ Baltic. Từ ngày 23 đến ngày 25 tháng 6, đơn vị ông tham gia một cuộc phản công chống lại tập đoàn xe tăng 4 của Đức đột phá vào khu vực cứ điểm Šiauliai. Sau đó, quân đoàn rút lui theo hướng Riga và xa hơn đến Tartu. Tháng 7, quân đoàn chiến đấu trong các trận phòng thủ khốc liệt trên tuyến Pärnu  -Tartu. Từ ngày 22 đến ngày 25 tháng 7, quân Đức đã chọc thủng được chiến tuyến và tiến đến được hồ Peipsi và bao vây quân đoàn Shumilov. Ngày 30 tháng 7, quân đoàn phá vây thành công, tiến hành các hoạt động phòng thủ dọc theo đường cao tốc Narva.
Tháng 8 năm 1941, ông được bổ nhiệm làm phó tư lệnh Tập đoàn quân 55 thuộc Phương diện quân Leningrad, tham gia bảo vệ Leningrad. Tuy nhiên, đến tháng 11, ông được triệu hồi về Moskva đưa vào lực lượng dự bị. Đến tháng 12 năm 1941, ông được bổ nhiệm làm tư lệnh Quân đoàn Súng trường đặc nhiệm số 1, nhưng không thực sự chỉ huy nó. Tháng 1 năm 1942, ông được bổ nhiệm làm Phó tư lệnh Tập đoàn quân 21 thuộc Phương diện quân Tây Nam, tham gia các chiến dịch mùa hè năm 1942 trên hướng Kharkov và sông Don.

Mikhail Shumilov ở Stalingrad.

Tháng 8 năm 1942, Shumilov được bổ nhiệm làm Tư lệnh Tập đoàn quân 64, thay cho tướng Gordov, vào giai đoạn đầu trận Stalingrad. Trong khoảng một tháng, quân đội của ông đã kìm chân Tập đoàn quân thiết giáp số 4 dưới sự chỉ huy của Hermann Hoth trên đường tiếp cận phía nam tới Stalingrad, để các xí nghiệp công nghiệp ở phía bắc thành phố tiếp tục hoạt động. Trong sáu tháng, quân đội của Shumilov đã trấn giữ phần phía nam của Stalingrad trong những trận chiến ác liệt, đóng vai trò xuất sắc trong việc bảo vệ thành phố cùng với tập đoàn quân 62 của tướng Vasily Chuikov. Chính Tập đoàn quân 64 là đơn vị đã bắt sống Thống chế Friedrich Paulus ở gần thành phố Stalingrad. Ngày 31 tháng 1 năm 1943, đích thân Shumilov đã chỉ huy cuộc thẩm vấn Paulus..
Ngày 16 tháng 4 năm 1943, tập đoàn quân của Shumilov được đổi phiên hiệu thành Tập đoàn quân Cận vệ 7 và giữ phiên hiệu này cho đến khi chiến tranh kết thúc. Đơn vị đã tham gia Trận Vòng cung Kursk, vượt sông Dnepr, Chiến dịch tấn công Kirovograd, Chiến dịch tấn công Uman–Botoşani, Chiến dịch tấn công chiến lược Iaşi-Chişinău, Chiến dịch Debrecen, Chiến dịch Budapest, Chiến dịch tấn công Bratislava-Brno và Chiến dịch Praha. Tướng Shumilov cũng có nhiều công lao trong việc thành lập quân đội Romania mới.
Theo sắc lệnh của Chủ tịch Xô viết tối cao Liên Xô ngày 26 tháng 10 năm 1943, Thượng tướng Mikhail Stepanovich Shumilov được phong tặng danh hiệu Anh hùng Liên Xô cùng với việc tặng thưởng Huân chương Lenin và Huân chương Sao vàng.

## Sau chiến tranh
Sau chiến tranh, Shumilov tiếp tục chỉ huy Tập đoàn quân cận vệ số 7, lúc đó thuộc Cụm lực lượng Trung tâm và đóng quân tại Hungary. Từ tháng 2 năm 1946, ông chỉ huy Tập đoàn quân 52, từ tháng 6 năm 1946 - Tập đoàn quân 13 của Quân khu Karpat.
Năm 1947, ông được cử đi học các Khóa học Cao cấp tại Học viện Quân sự Cao cấp mang tên K.E. Voroshilov, sau đó vào tháng 4 năm 1948, ông được bổ nhiệm làm Tư lệnh Quân khu Bạch Hải, và vào tháng 5 năm 1949 - giữ chức vụ Chỉ huy trưởng Quân khu Voronezh. Từ tháng 10 năm 1955, ông được rút về dự bị thuộc quyền Bộ trưởng Quốc phòng Liên Xô.
Tháng 1 năm 1956, Thượng tướng Mikhail Stepanovich Shumilov nghỉ hưu, nhưng đến ngày 24 tháng 4 năm 1958, ông được tái ngũ và được bổ nhiệm giữ chức vụ cố vấn quân sự cho Đoàn Tổng thanh tra Bộ Quốc phòng Liên Xô.
Ông qua đời ngày 28 tháng 6 năm 1975 tại Moskva. Ông được chôn cất tại nghĩa trang Mamaev Kurgan ở Volgograd.

## Giải thưởng quân sự
- "Sao vàng" Anh hùng Liên Xô (26/10/1943);
- Ba Huân chương Lenin (26/10/1943, 21/02/1945, 17/11/1965);
- Bốn Huân chương Cờ đỏ (22/02/1938, 27/08/1943, 11/3/1944, 24/06/1948);
- Hai Huân chương Suvorov hạng 1 (28/01/1943, 28/04/1945);
- Huân chương Kutuzov hạng 1 (13/09/1944);
- Huân chương Sao đỏ (02.22.1968);

## Lược sử cấp bậc
- Đại tá (29.11.1935);
- Lữ đoàn trưởng (комбриг; 15.06.1937);
- Sư đoàn trưởng (комдив; 4.11.1939);
- Thiếu tướng (4.06.1940);
- Trung tướng (31.12.1942);
- Thượng tướng (20.10.1943).

## Di tích

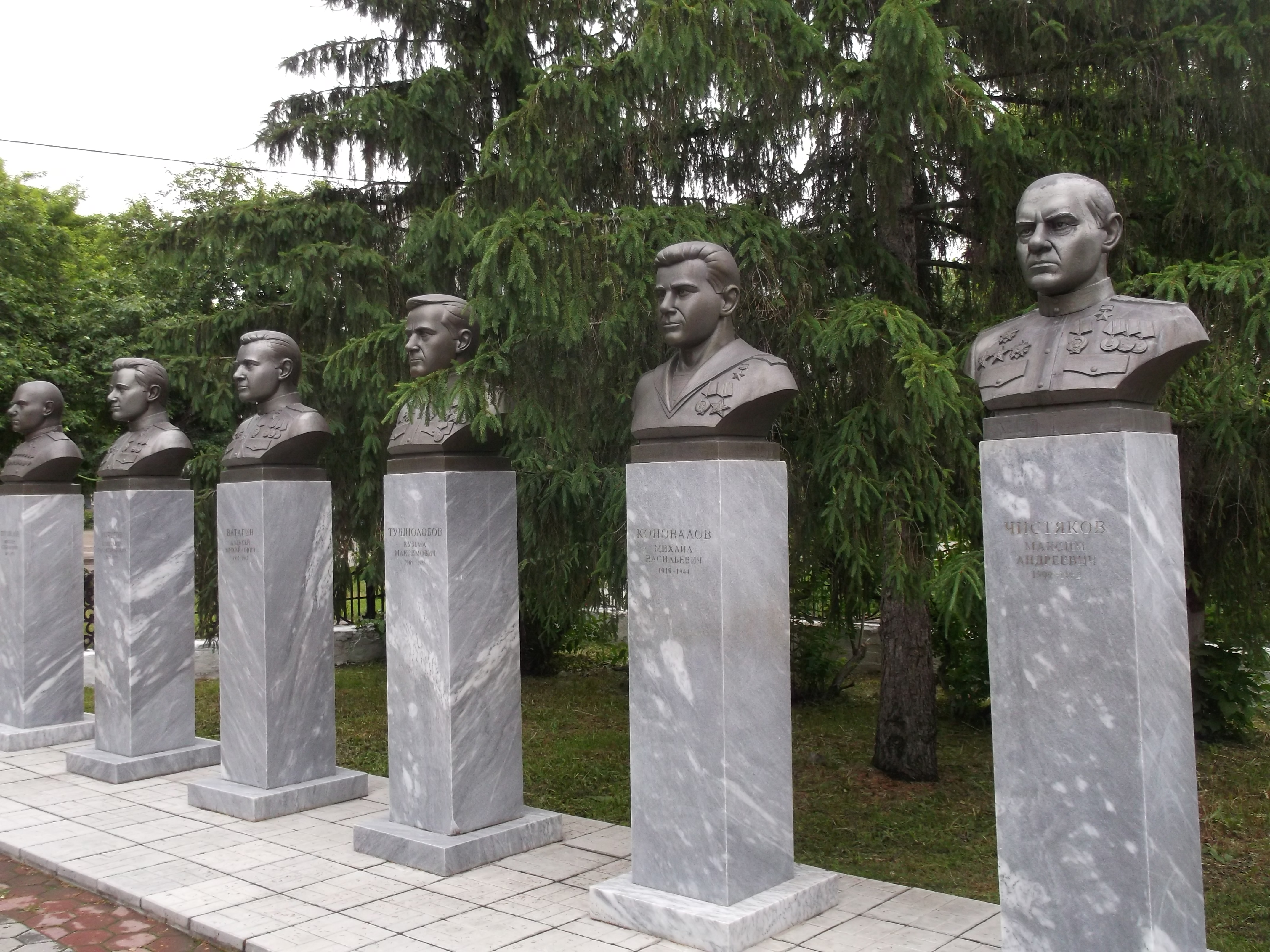
Monument to 6 heroes in Kataysk, Kurgan
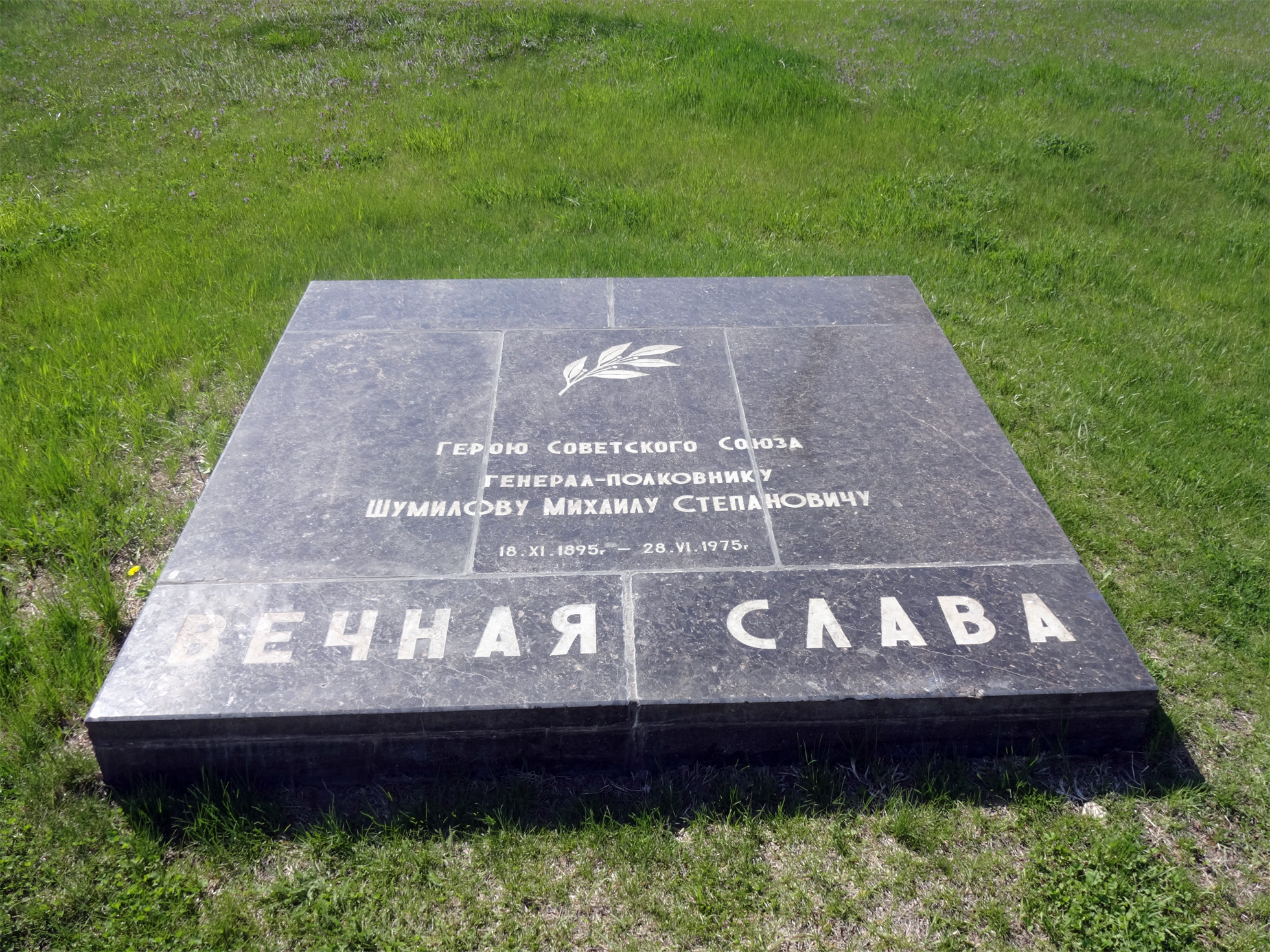
Memorial plate in Mamayev, Kurgan
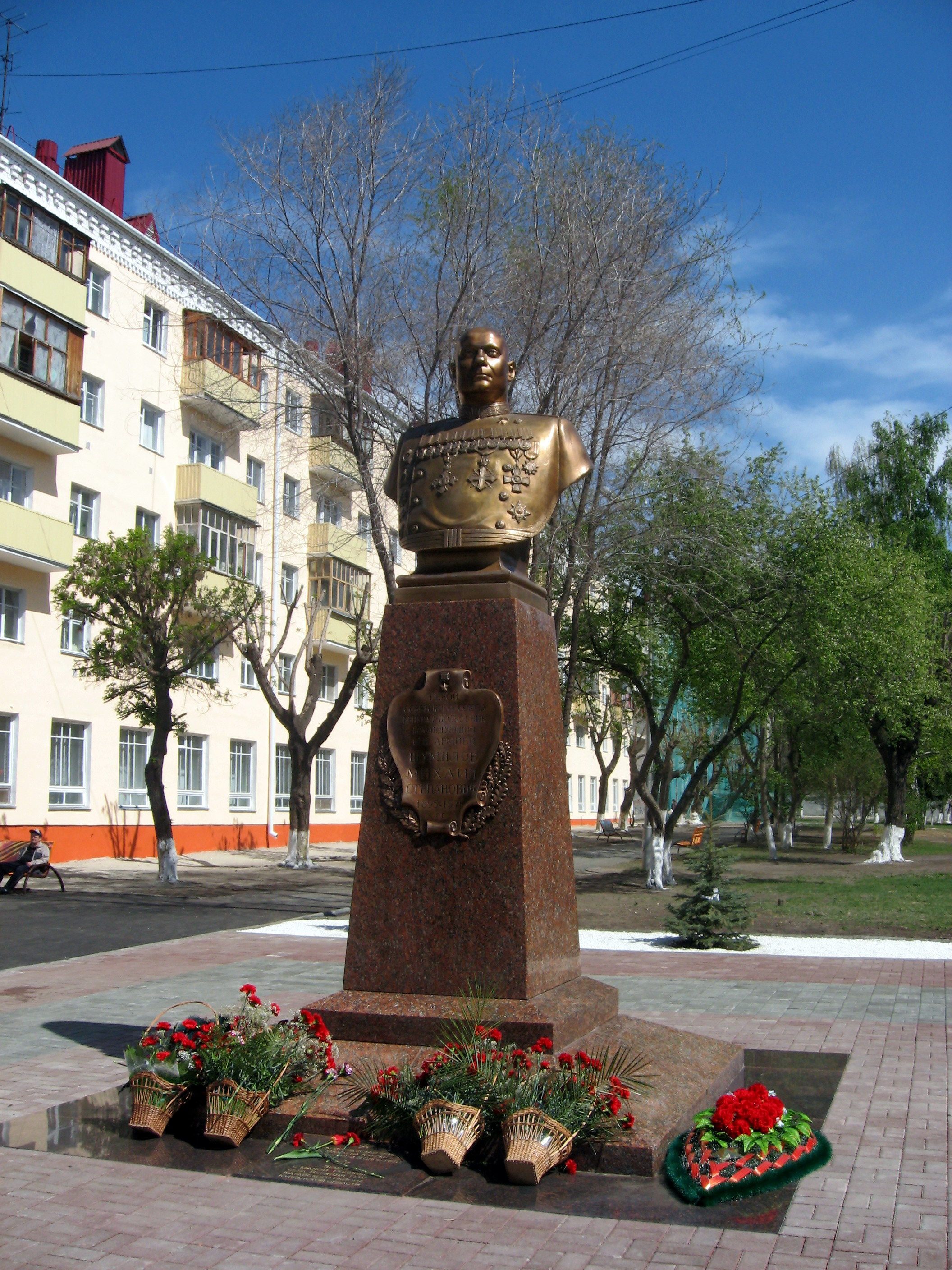
Monument in Kurgan
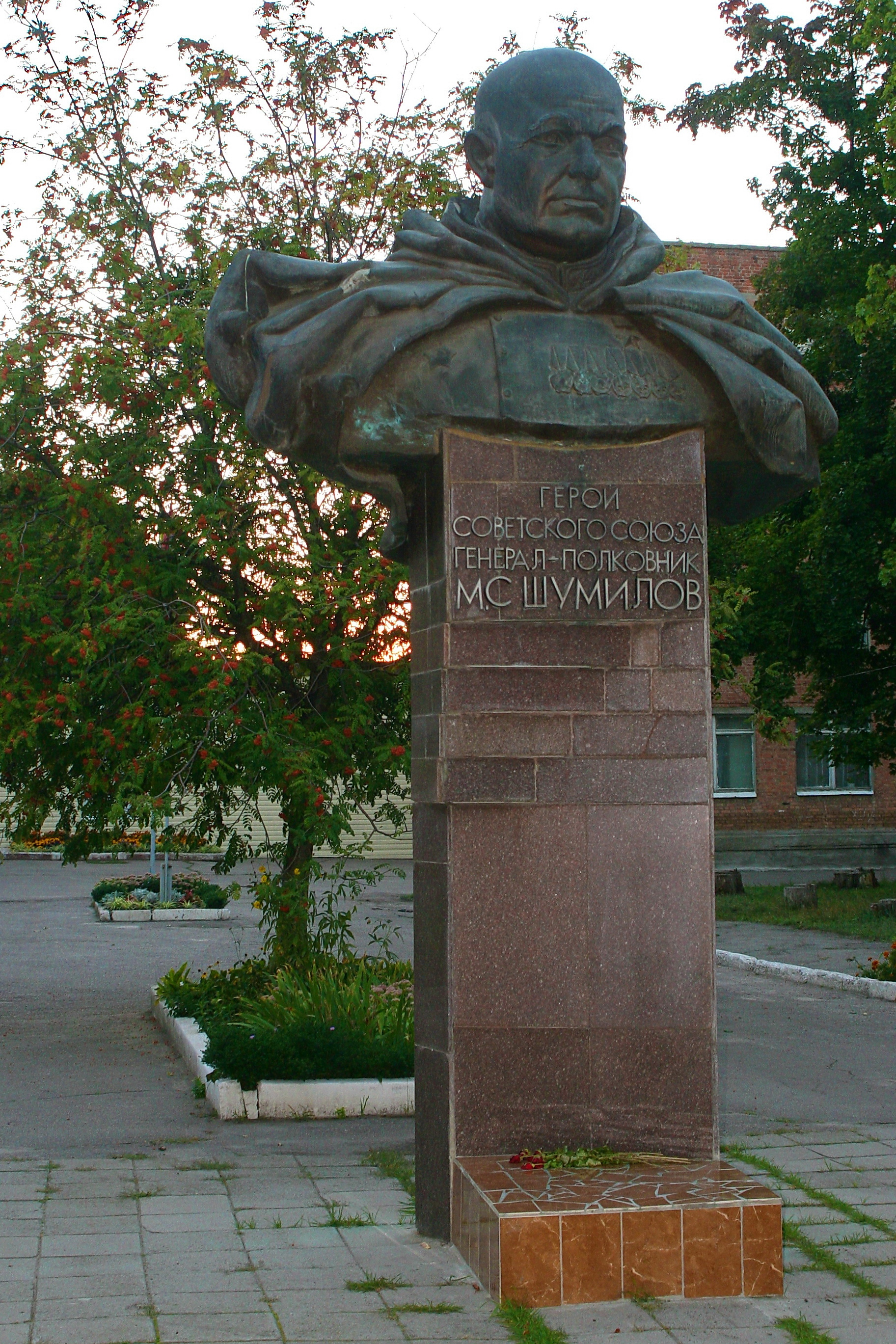
Monument in Kharkiv